# Humberto Allende
Pedro "Humberto Allende" Sarón (født 29. juli 1885 i Santiago, død 16. august 1959) var en chilensk komponist.
Allende hører til en af Chiles mest betydningfulde komponister. Han har skrevet en symfoni, som er hans mest kendte værk, og en af chiles første betydningsfulde symfonier.[kilde mangler] og en del orkesterværker.

## Udvalgte værker
- Symfoni (1910) - for orkester
- Cellokoncert (1915) - for cello og orkester
- Violinkoncert (1942) - for violin og orkester
- Klaverkoncert (1945) - for klaver og orkester